# Doktor (Doktor Who)
Doktor (ang. The Doctor) – tytułowa postać związana z brytyjskim serialem science fiction pt. Doktor Who. Przez cały okres nadawania serialu Doktora grało do tej pory piętnaścioro aktorów (czternastu mężczyzn i jedna kobieta). Najdłużej odgrywającym rolę Doktora był aktor Tom Baker, który występował przez 7 lat i zagrał w 172 odcinkach jako czwarta inkarnacja Doktora. Najkrócej występującym aktorem był Paul McGann, który wystąpił tylko w filmie telewizyjnym z 1996 roku i jednym mini-odcinku zatytułowanym The Night of The Doctor. Obecnym odtwórcą roli Doktora (jako piętnasta inkarnacja) jest Ncuti Gatwa. 
Postać Doktora była początkowo okryta tajemnicą. Widzowie pierwszych odcinków wiedzieli o nim tylko, że jest ekscentrycznym kosmicznym podróżnikiem o niesamowitej inteligencji, który walczy z niesprawiedliwością i wędruje przez czas i przestrzeń starym, nie zawsze niezawodnym statkiem kosmicznym zwanym „TARDIS”. Dzięki osiągnięciom naukowym rasy Doktora TARDIS wewnątrz jest o wiele większa niż na zewnątrz, niegdyś potrafiła też dostosować swój wygląd do otoczenia i czasów, w jakich wylądowała. Z powodu usterki obwodu kameleona stale imituje angielską policyjną budkę telefoniczną z lat 60. XX w.
Doktor jest obcym z planety Gallifrey. Jednym z „gadżetów” Doktora jest śrubokręt soniczny, którym potrafi otwierać i zamykać drzwi, rozsuwać szczeliny w czasoprzestrzeni, niszczyć obiekty, ogłuszać wrogów i wiele innych rzeczy. Doktor, jak sam mówi, czuje się samotny, dlatego w podróżach zazwyczaj ktoś mu towarzyszy.
Do dzisiaj największą zagadką jest imię Doktora. Twórcy pierwszy raz ujawnili je w 1979 roku w historii The Armageddon Factor, a brzmiało ono Theta Sigma. Po latach zostało jednak ujawnione, że był to jedynie jego pseudonim z czasów, gdy uczęszczał do akademii Władców Czasu.

## Aktorzy grający Doktora
Jako Władca Czasu Doktor po śmierci regeneruje się w nowym ciele, dzięki czemu do tej pory grało go czternastu aktorów. Poszczególne wcielenia Doktora różnią się nie tylko wyglądem, ale również osobowością, co pozwala producentom na wygodną zmianę aktora grającego główną rolę. W ten sposób, mimo że aktorzy grają wciąż tę samą postać, nie muszą wzorować się na swoich poprzednikach i sami od początku kształtują wizerunek Doktora, co jest jedynym takim przypadkiem w historii telewizji.
Doktor przechodził dotychczas całkowity proces regeneracji czternaście razy – przeważnie ginął na końcu jakiegoś ważnego wydarzenia, a każda jego śmierć była przemianą starego wcielenia w nowe. Wyjątkowym przypadkiem była regeneracja dziesiątego Doktora w historii Skradziona Ziemia / Koniec podróży (2008), gdzie udało mu się uniknąć dodatkowej przemiany. Po trafieniu laserem przez Daleka, użył części energii regeneracyjnej do uleczenia samego siebie, a resztę przelał do swojej odciętej dłoni, pozostając tym samym wcieleniem.
Poniżej przedstawione są dane na temat poszczególnych wcieleń Doktora. W tabeli uwzględniono jedynie oryginalne daty wystąpień oraz oryginalnych aktorów.
| Doktor            | Aktor                 | Liczba odcinków           | Pierwszy występ      | Pierwszy występ | Ostatni występ       | Ostatni występ |
| Doktor            | Aktor                 | Liczba odcinków           | Data                 | Wiek            | Data                 | Wiek           |
| ----------------- | --------------------- | ------------------------- | -------------------- | --------------- | -------------------- | -------------- |
| Pierwszy Doktor   | William Hartnell      | 134 (29 historii)         | 23 listopada 1963    | 55              | 29 października 1966 | 58             |
| Drugi Doktor      | Patrick Troughton     | 119 (21 historii)         | 5 listopada 1966     | 46              | 21 czerwca 1969      | 49             |
| Trzeci Doktor     | Jon Pertwee           | 128 (24 historie)         | 3 stycznia 1970      | 50              | 8 czerwca 1974       | 54             |
| Czwarty Doktor    | Tom Baker             | 172 (41 historii)         | 28 grudnia 1974      | 40              | 21 marca 1981        | 47             |
| Piąty Doktor      | Peter Davison         | 69 (20 historii)          | 21 marca 1981        | 29              | 16 marca 1984        | 32             |
| Szósty Doktor     | Colin Baker           | 31 (8 historii)           | 16 marca 1984        | 40              | 6 grudnia 1986       | 43             |
| Siódmy Doktor     | Sylvester McCoy       | 42 (12 historii)          | 7 września 1987      | 44              | 6 grudnia 1989       | 46             |
| Ósmy Doktor       | Paul McGann           | 1 (1 historia)            | 27 maja 1996         | 36              | 27 maja 1996         | 36             |
| Dziewiąty Doktor  | Christopher Eccleston | 13 (10 historii)          | 26 marca 2005        | 41              | 18 czerwca 2005      | 41             |
| Dziesiąty Doktor  | David Tennant         | 47 (36 historii)          | 18 czerwca 2005      | 34              | 1 stycznia 2010      | 38             |
| Jedenasty Doktor  | Matt Smith            | 44 odcinki (39 historii)  | 1 stycznia 2010      | 27              | 25 grudnia 2013      | 31             |
| Dwunasty Doktor   | Peter Capaldi         | 40 odcinków (35 historii) | 25 grudnia 2013      | 55              | 25 grudnia 2017      | 59             |
| Trzynasta Doktor  | Jodie Whittaker       | 31 odcinków (24 historie) | 25 grudnia 2017      | 35              | 2022                 | 40             |
| Czternasty Doktor | David Tennant         | 3 odcinki                 | 23 października 2022 | 51              | 9 grudnia 2023       | 52             |
| Piętnasty Doktor  | Ncuti Gatwa           | TBA                       | 2023                 | 30              | TBA                  | TBA            |

Ponadto w odcinku Dzień Doktora (2013) dodano wątek, w którym Ósmy Doktor zregenerował się w tzw. „Doktora Wojny”, który powstał tylko po to, by walczyć w Ostatniej Wielkiej Wojnie Czasu. Doktor Wojny występuje w dwóch odcinkach: Imię Doktora oraz Dzień Doktora, a także w webcaście pt. The Night of the Doctor. Ponadto w roli pierwszego Doktora pojawili się na ekranie także Richard Hurndall oraz David Bradley (ten drugi wystąpił w tej roli także w filmie An Adventure in Space and Time).

### Pozostali aktorzy
W latach 1965–1966 wyprodukowano dwa filmy kinowe: Dr Who wśród Daleków i Najazd Daleków na Ziemię. Filmy te nawiązywały do wątków serialu Doktor Who, a główną postać zagrał Peter Cushing. Fabuła jednak w wielu punktach różniła się od telewizyjnej serii, gdyż Doktor (naukowiec noszący nazwisko Who) nie był Władcą Czasu, a człowiekiem, ekscentrycznym wynalazcą, który zbudował swoją TARDIS (w rzeczywistości pierwszy Doktor „pożyczył” swoją TARDIS, bądź to ona „ukradła” jego). Z tych powodów, kreacja Cushinga nie jest uznawana za kanoniczne wcielenie Doktora.
Na przestrzeni lat BBC wykreowało wiele produkcji, w których pojawiała się postać Doktora, jednak nie była ona grana przez żadnego z wcześniejszych aktorów grających tę postać. Wskutek tego Doktora zagrali: Clive Dunn, Bernie Winters, Lenny Henry, Jim Broadbent, Bob Mortimer, Matt Lucas, Vic Reeves, Mark Lamarr, Pauline Quirke, Rowan Atkinson, Richard E. Grant, Hugh Grant, Joanna Lumley, Mark Gatiss, Jon Culshaw.
Doktor Who pojawił się również w teatrze, gdzie role Doktora odgrywali tacy aktorzy jak Trevor Martin, Michael Sagar, David Banks, Nick Scovell czy Nicholas Briggs.
W słuchowiskach i audycjach radiowych Doktora zagrali: Steve Hill, Michael Jayston, Geoffrey Bayldon, David Warner, David Collings, Ian Brooker, Arabella Weir, Nicholas Briggs, Joe Bassett, Jon Culshaw, Trevor Martin, India Fisher, David Troughton, Terry Molloy, Damian Lynch, Katy Manning, William Russell, Frazer Hines, Tim Treloar, James Amey, Nicola Bryant, John Banks, Anthony Howell.
W 2003 roku produkowano webcast pt. Scream of the Shalka, w którym pojawiały się przygody tzw. „Doktora Shalki”, granego przez  Richarda E. Granta. Początkowo miał on być kanonicznym dziewiątym Doktorem, jednak po ogłoszeniu produkcji 1 serii jego kanoniczność pozostała wątpliwa.

## Charakterystyka
Każdy Doktor ma swoje własne umiejętności, upodobania, powiedzonka i odmienną od poprzedników osobowość, co wywołuje bardzo różne odczucia wśród widzów. Przez całą historię programu czołowym tematem dyskusji o Doktorze była kwestia jego inkarnacji, a twórcom nie udało się uniknąć sprzeczności. Próbowano dowieść, że w The Brain of Morbius (1976) pierwszy Doktor nie mógł być pierwszym wcieleniem Doktora z powodu pojawiających się tam wizerunków poprzednich wcieleń (pomimo że miały być one wizerunkami innego Władcy Czasu – Morbiusa); w okresie siódmego Doktora producentom zarzucano, że Doktor był więcej, niż tylko Władcą Czasu, natomiast w 1996 roku, w filmie telewizyjnym Doktor stwierdził, że jest pół-człowiekiem od strony matki. W An Unearthly Child dowiadujemy się, że pierwszy Doktor ma wnuczkę, Susan Foreman, a w Fear Her (2006) zdradził Rose, że 'był kiedyś ojcem'. Seria z 2005 roku ujawniła, że dziewiąty Doktor został ostatnim ocalałym Władcą Czasu i że jego rodzima planeta została zniszczona; w odcinku Dalek Rose pyta Doktora, czy to możliwe, by istnieli jeszcze jacyś Władcy Czasu, a on odpowiada z pełnym przekonaniem, że nie. Zapytany w Smith and Jones, czy miał brata, zaprzecza krótko: 'Nie, jestem zupełnie sam'. Kiedy w odcinku Gridlock padają ostatnie słowa Twarzy z Boe: 'You are not alone', poznajemy zalążek tajemnicy, będącej motywem przewodnim całej 3 serii.
Największymi wrogami Doktora są Dalekowie, Cybermeni, Mistrz i Sontaranie. Doktor często spotyka się z dylematem moralnym, dotyczącym wyboru między tym, co musi się wydarzyć, a ocaleniem życia innych istot. Często zdarza się, że sam nagina zasady, o których wspomina i ratuje epizodycznych bohaterów, jednak zawsze w taki sposób, by nie naruszyć ciągłości historii. Doktor nie jest jednak wojownikiem, któremu zależy na zniszczeniu zagrożenia, często odwołuje się do moralności agresora powołując się przy tym na Kodeks, mając nadzieję, że załagodzi to konflikt. Są jednak sytuacje, w których Doktor nie ma skrupułów i po podjęciu jednej tylko próby odwiedzenia wroga od agresji, sam do niej przechodzi. Takie zachowanie można zobaczyć w odcinkach, w których pojawiają się Dalekowie i Cybermeni. Te dwie rasy brały udział w Wielkiej Wojnie Czasu razem z Władcami Czasu, których jedynym przedstawicielem po zakończeniu wojny jest właśnie Doktor.
Największą tajemnicą jest pierwotne imię Doktora, znane jedynie nielicznym, np. River Song. W odcinku finałowym serii 7 bohater stwierdza, że jest ono istotne tylko jako hasło otwierające dostęp do jego grobowca, włamanie do którego zagroziłoby całej czasoprzestrzeni. Jako swoje prawdziwe imię traktuje on tytuł Doktor.

## Rodzina Doktora
Informacje o rodzinie głównego protagonisty serii pojawiają się w serialu rzadko i są zwykle bardzo skąpe. Bardzo niewiele wiadomo na temat rodziny oraz dzieciństwa Doktora. Wiele informacji zostało jedynie zasugerowanych przez Doktora, który zwykle wymijająco odpowiada na pytania o własną rodzinę. Podczas swojej drugiej inkarnacji, zapytany o rodzinę, Doktor odpowiada, że ich wspomnienia wciąż są żywe, jeśli zechce je przywołać, w przeciwnym razie śpią w jego umyśle. W odcinku The Time Monster trzeci Doktor wspomina, że jako mały chłopiec żył w domu postawionym na zboczu wzgórza.
Przez pierwsze dwa sezony serialu Doktor podróżował razem ze swoją wnuczką, Susan Foreman. Doktor wspominał również, że miał brata. Choć nigdy nie zostało powiedziane wprost, że Doktor miał dzieci i ile, w historii serialu pojawia się kilka sugestii z nimi związanych. W odcinku Kto się jej boi Doktor wspomina, że był raz ojcem, lecz szybko zmienia temat; takie samo stwierdzenie pada również w odcinku Córka Doktora. W tym samym odcinku dowiadujemy się również, że stracił swą rodzinę w Wojnie Czasu. Sugestia związana z takim losem jego bliskich pojawia się również w odcinku dziewiątego Doktora Puste dziecko. Zapytany przez swą towarzyszkę Amy Pond w odcinku Bestia na dole, czy jest ojcem, Doktor po prostu zmienia temat. Podobnie reaguje na to samo pytanie w odcinku Dobry człowiek idzie na wojnę, gdy ofiarowuje Amy i Rory’emu kołyskę dla ich nowo narodzonego dziecka. W odcinku Nocne koszmary Doktor bawi małe dziecko i mamrocze później, że dawno tego nie robił. W odcinku Pierścienie Akhatenu Doktor wspomina, że odwiedził Akhaten już wcześniej, razem ze swoją wnuczką.
Ósmy Doktor wspomina swojego ojca w filmie telewizyjnym i sugeruje również, że jego matka była człowiekiem (co było źródłem wielu dyskusji i sporów między fanami).
W odcinku Córka Doktora jego informacja genetyczna zostaje przetworzona przez maszynę, co w rezultacie powoduje stworzenie kobiety – żołnierza, która otrzymuje później imię Jenny (postać jest grana przez Georgię Moffett, córkę Petera Davisona i żonę Davida Tennanta). Doktor i Jenny odnoszą się do siebie w relacji ojciec-córka. Na koniec tego odcinka Jenny zostaje zastrzelona, lecz później odżywa i kradnie rakietę z zamiarem przeżycia własnych przygód, tak jak jej ojciec.
W odcinku Ślub River Song Doktor bierze ślub z River Song. To również oznacza, że jego towarzysze Amy Pond oraz Rory Williams zostali jego teściami, a rodziny Pond i Williams połączyły z nim więzi powinowactwa.
W odcinku Do końca wszechświata pojawia się tajemnicza kobieta, podpisana w napisach końcowych jako Kobieta, która w trakcie odcinków kontaktuje się z Wilfredem Mottem, dziadkiem Donny. Na końcu okazuje się, że jest Władcą Czasu, która sprzeciwia się decyzjom Wysokiej Rady Władców Czasu i ich planu ucieczki z Wojny Czasu. Gdy w końcu Doktor i kobieta spotykają się twarzą w twarz, jego reakcja sugeruje, że się znają. Gdy później Wilf pyta Doktora o tożsamość kobiety, Doktor unika odpowiedzi na pytanie. W związku z brakiem odpowiedzi wielu fanów serialu spekulowało na temat jej tożsamości, jednakże w komentarzu do odcinka żaden z producentów wykonawczych serialu nie komentuje sprawy. Dopiero w materiale Doctor Who: The Writer's Tale – The Final Chapter producent wykonawczy Russell T Davies rozwiewa wątpliwości tłumacząc, że stworzył tę postać jako matkę Doktora, a aktorka Claire Bloom, która odgrywała jej rolę, została poinformowana o tym, gdy zjawiła się na castingu.
W serialu jest również sugerowane, zarówno w odcinkach Do końca wszechświata, jak i Ślub River Song, że gdzieś pomiędzy odcinkami Wody Marsa oraz Do końca wszechświata Doktor ożenił się z królową Elżbietą I. Sugestię można również dostrzec w odcinku Bestia na dole, gdy Elżbieta X komentuje „And so much for the Virgin Queen, you bad, bad boy!” („I to na tyle jeśli chodzi o Królową-Dziewicę, niegrzeczny chłopcze!”). Sugestie te zostały potwierdzone odcinkiem z okazji 50-lecia serialu, gdzie w odcinku zatytułowanym Dzień Doktora Doktor bierze ślub z królową w obecności swoich dwóch innych wcieleń.